# Linjetjärnen (Malå socken, Lappland)
Linjetjärnen är en sjö i Malå kommun i Lappland och ingår i Skellefteälvens huvudavrinningsområde.